# Sant Julià dels Garrics
Sant Julià dels Garrics és una església romànica del municipi de la Vansa i Fórnols protegida com a bé cultural d'interès local.

## Descripció
L'església de Sant Julià dels Garrics presenta una sola nau capçada a llevant per un absis semicircular, obert a la nau per un simple arc prebiterial. El sostre de la nau mostra clarament dues fases diferenciades de construcció. El terç de llevant és cobert amb volta de canó de perfil circular mentre que la resta de la nau té una coberta en volta de canó de perfil apuntat. A la façana de ponent s'hi obre la porta en arc de mig punt adovellat ornamentat amb una senzilla motllura formant un guardapols. Entre la porta i el campanar d'espadanya de dos ulls, se situa un ull de bou que sembla correspondre a una reforma relativament recent de l'edifici. La presència de restes del que aparenta ser l'antic teulat de l'edifici sembla indicar que la part superior de la façana fou elevada, en un moment que es desconeix, per a col·locar-hi l'espadanya.
La façana sud, la més característica d'aquest edifici, és ornamentada en sis sèries de dues arcuacions llombardes entre lesenes elaborades en pedra tosca. Les sèries es reprodueixen de forma heterogènia, donat que es manté el motiu de les dues arcuacions en trams de longitud diferent, produint un cert efecte de tosquedat en la seva execució. La simetria en aquesta façana ve donada per les dues finestres de doble esqueixada situades a la segona i cinquena sèrie d'arcuacions.
L'absis també presenta l'ornamentació seriada de lesenes i dobles arcuacions que en aquest cas, a diferència de la façana sud en que arrenquen d'un sòcol elevat, s'aixequen des d'un sòcol molt baix. Tot i que la factura de l'obra d'ornamentació de l'absis és més acurada que a la façana sud, aquesta és incompleta, ja que el sector nord de l'absis ha desaparegut. A la tercera sèrie d'arcuacions, que és la central, s'obre una finestra de doble esqueixada amb l'esplandit exagerat que pren una forma pràcticament circular. La coberta és en lloseta sobreposada.
La façana nord sense cap ornamentació ni obertura, sembla el resultat de les reformes que sofrí l'edifici original i que probablement provocaren l'eliminació de les sèries d'arcuacions del sector nord de l'absis i de tota aquesta façana, donat que en principi l'edifici devia tenir una composició simètrica.
Els indicis arquitectònics semblen indicar, tal com s'ha exposat que l'església de Sant Julià és un exemple de l'arquitectura romànica de les segona meitat del segle xi, segons semblen indicar la factura i els motius ornamentals. És l'única església de la vall que presenta una ornamentació d'aquestes característiques. La reforma de les voltes i el mur nord sembla que cal situar-la dins del segle xiii.

## Història
El primer esment documental de l'església de Sant Julià de La Vansa data de l'any 1119. Fins aquest moment d'inicis del segle xii, la documentació tan sols fa referència a l'existència d'una zona a l'antic terme de La Vansa anomenta "apendicio Sancti Iuliniano" o "in locum que vocant Sancti Iuliani de Pera". Els autors de la Catalunya Romànica identifiquen clarament l'indret de Sant Julià de Pera dels documents amb l'actual Sant Julià dels Garrics. La identificació sembla evident donat que normalment en un mateix terme no acostuma a haver-hi dos indrets amb la mateixa denominació vinculada a un sant.
L'escassetat de referències documentals contemporànies a la construcció de l'església dificulta conèixer si fou església parroquial o sufragània des de l'origen.